# Ángel Darío Acosta Zurita
Ángel Darío Acosta Zurita (Naolinco, 13 dicembre 1908 – Veracruz, 25 luglio 1931) è stato un presbitero messicano, venerato come martire dalla Chiesa cattolica.